# CloudLinux
A CloudLinux OS egy kereskedelmi Linux disztribúció, amelyet az osztott tárhely szolgáltatóknak szántak. A CloudLinux, Inc. szoftvercég fejlesztette.  A CloudLinux OS a CentOS operációs rendszeren alapul; az OpenVZ kernelt és az rpm csomagkezelőt használja.  

## Áttekintés
A CloudLinux OS egyedi kernel moduljai eredetileg az OpenVZ kernelen alapultak. A fő funkció a Lightweight Virtual Environment (LVE) – egy szeparált környezet saját CPU-val, memóriával, IO-val, IOPS-sel, processzek számával és egyéb korlátokkal, egyfajta konténer megoldás.  A CloudLinux operációs rendszerre való váltást a szoftverhez tartozó cldeploy szkript hajtja végre, amely telepíti a kernelt, átállítja a yum tárolókat, és telepíti a szükséges csomagokat, hogy lehetővé tegye az LVE működését. A telepítés után a kiszolgálót újra kell indítani az újonnan telepített kernel betöltéséhez. A CloudLinux OS nem módosítja a meglévő csomagokat, így lehetőség van a korábbi kernel normál módon történő indítására.   

## AlmaLinux
A CloudLinux, Inc. kezdte el elkészíteni az AlmaLinux OS-t, egy ingyenes operációs rendszert, amelyet a CentOS alternatívájának szántak.